# Robbedoes op avontuur
Robbedoes op avontuur (Spirou et l'Aventure) is een stripalbum uit de reeks De avonturen van Robbedoes rond Robbedoes en Kwabbernoot. Het werd geschreven en getekend door Jijé. Een echt scenario kwam er niet aan te pas: zoals gebruikelijk voor die tijd werd het verhaal bedacht tijdens het tekenen. Het album verscheen in 1948 en kreeg een facsimile op 2500 exemplaren in 2010, beiden bij uitgeverij Dupuis.
Het album bestaat uit zes verschillende verhalen:
1. Robbedoes en Kwabbernoot reizen terug in de tijd en Robbedoes heeft een nachtmerrie (samen in het Frans Le voyage dans le temps/Spirou et l'aventure), verschenen in Spirou tussen 5 oktober 1944 en 10 mei 1945.
2. De ontvoering van Spip (L'enlèvement de Spip), verschenen in Spirou tussen 17 mei en 18 oktober 1944.
3. Kwabbernoot koopt een jeep (Le jeep de Fantasio), verschenen in Spirou tussen 25 oktober 1945 en 28 februari 1946.
4. Agentschap Detecta (Fantasio et les fantômes), verschenen in Spirou tussen 7 maart en 16 mei 1946.
5. Robbedoes als vliegenier, waarvan de eerste 4 platen oorspronkelijk als Le meeting aérien in september 1943 verschenen in een versie van Spirou tijdens de Tweede Wereldoorlog (L'espiègle au grand cœur), in oktober opgenomen en aangevuld in Almanach Spirou 1944 als Autour du monde avec le pilot rouge. Dit is het eerste verhaal waarin Kwabbernoot verscheen.

De verhalen lopen in dit album in elkaar over zodat ze eigenlijk één verhaal vormen.

## Verhaal

### Robbedoes en Kwabbernoot reizen terug in de tijd
Kwabbernoots buurman Cosinus heeft een tijdmachine uitgevonden en wil zijn buurman graag de eerste experimenten doen meemaken. De uitvinding staat echter niet op punt en Robbedoes en Kwabbernoot belanden bij de Nerviërs, die hen een kopje kleiner willen maken. Cosinus kan hen net op tijd naar de middeleeuwen sturen, waar een troubadour hen naar een kasteel brengt. Robbedoes haalt er een zaklamp boven en wordt daarom als tovenaar op de brandstapel gezet. Spip kan de mensen nog wegjagen, maar dan valt er plots een bom uit de lucht. Cosinus kan de helden net op tijd terug naar het heden brengen.

### Robbedoes heeft een nachtmerrie
Robbedoes doet een dutje na het vorige avontuur, maar Cosinus komt hem storen. Deze keer komt hij op de proppen met een machine om naar de toekomst te reizen. Robbedoes wordt onvrijwillig naar de toekomst gestuurd, waar zijn aanwezigheid snel opgemerkt wordt. Een aantal wetenschappers wil hem onderzoeken, maar een van hen herkent Robbedoes: de intussen oude Kwabbernoot. Kwabbernoot toont Robbedoes enkele oude collega's en tekenaar Jijé zoals die in de toekomst bestaan. Nakende marsmannetjes verstoren de rust: iedereen moet ten strijde trekken. Robbedoes valt echter uit een vliegtuig en belandt tussen de cactussen. Plots wordt hij gewekt door Kwabbernoot: het was allemaal maar een droom.

### De ontvoering van Spip
Tijdens Robbedoes' slaap is Spip ontvoerd. Plots blijken er ook nog twee Kwabbernoten te zijn. De valse vlucht weg, Robbedoes en Kwabbernoot volgen hem op een afstandje en komen zo in een boevenhol terecht. Spip blijkt echter al elders te zitten. De helden trommelen alle "vrienden van Robbedoes" - de fanclub van Robbedoes - op om te helpen zoeken. Een meisje merkt een man op die verdacht weinig nootjes koopt, een hoeveelheid voor een eekhoorn. Ze volgt hem, maar wordt ook gekidnapt. Spip heeft zich echter bevrijd uit de doos waarin hij zat opgesloten. Hij valt de dief aan en bevrijdt het meisje.

### Kwabbernoot koopt een jeep
Kwabbernoot heeft een jeep gekocht, maar de auto besturen lukt hem niet erg goed. Hij wil een aantal mensen helpen door ze een lift te geven of door een vrachtwagen te takelen, maar dat loopt telkens slecht af. Kwabbernoot verkoopt daarna zijn jeep. Robbedoes verkleedt zich als potentiële koper en maakt een proefritje, maar rijdt tegen lantaarnpaal en belandt zo in het ziekenhuis. Zijn kamergenoot is een van Kwabbernoots slachtoffers en Robbedoes vlucht weg.

### Agentschap Detecta
Kwabbernoot heeft een detectivebureau opgericht. Een oude kolonel vraagt zijn hulp: een spook steelt zijn port. 's Nachts merkt Spip dat het spook eigenlijk een verklede mens is en maakt dat Robbedoes en Kwabbernoot duidelijk. De volgende nacht ontmaskeren ze de dader: de kolonel zelf, die aan slaapwandelen lijdt.

### Robbedoes als vliegenier
Robbedoes koopt zich een vliegbril en wordt per ongeluk als een piloot in een stuntshow aangezien. Hij wordt in een vliegtuig gezet en kan per ongeluk halsbrekende toeren uithalen en veilig landen. De echte piloot bleek een slaapmiddel te hebben gekregen. De piloot is ook uitvinder en wordt gedwarsboomd door concurrenten. De piloot wil de wereld per vliegtuig oversteken met zo weinig mogelijk tussenstops. De piloot wordt echter ontvoerd, maar Spip is mee. Die steelt de portefeuille van een van de ontvoerders en zo komt Robbedoes de schurken op het spoor en kan hij de piloot bevrijden. De vlucht kan doorgaan. Tijdens de vlucht landen de piloot en Kwabbernoot op een eiland. De inboorlingen geven hen brandstof en de opdracht slaagt.